# Aliança Muhajirin wa-Ansar
A Aliança Muhajirin wa-Ansar (árabe: تحالف المهاجرين والأنصار, Aliança de emigrantes e socorredores) é uma aliança de grupos de salafistas que estiveram ativos durante a guerra civil síria.
Os grupos desta aliança são:
- Liwaa al-Umma
- Brigada Omar
- Jund al Aqsa
- Brigada Haq em Idlib